# Плет, Глинор
Глинор Орвил Плет (нидерл. Glynor Orvil Plet; 30 января 1987 года, Амстердам) — нидерландский футболист, игравший на позиции нападающего.

## Клубная карьера
Глинор Плет начинал свою карьеру футболист в нидерландском клубе «Ден Босх». 6 ноября 2005 года он дебютировал в Первом дивизионе, выйдя на замену в самой концовке гостевого поединка против «Телстара». 6 апреля 2007 года Плет забил свой первый гол на профессиональном уровне, отметившись в гостевом матче всё с тем же «Телстаром». В сезоне 2007/08 он играл за команду Хофдклассе А «Лиссе». С 2008 по 2010 Плет выступал за «Телстар» в Первом дивизионе. 26 октября 2008 года он сделал хет-трик в домашнем матче с командой «Гоу Эхед Иглз». Спустя две недели в домашней игре с «Омниворлдом» он повторил это достижение.
Летом 2010 года Плет перешёл в «Хераклес». 7 августа того же года он дебютировал в Эредивизи, выйдя в основном составе в домашнем матче с командой «Виллем II». На 86-й минуте этого поединка он забил свой первый гол на высшем уровне, а спустя четыре минуты сделал дубль.
Первую половину 2012 года форвард провёл за «Твенте», а сезон 2012/13 на правах аренды за бельгийский «Генк».
Впоследствии Глинор Плет играл за израильские «Хапоэль» из Беэр-Шевы и «Маккаби» из Хайфы, бельгийский «Зюлте-Варегем» и нидерландский «Гоу Эхед Иглз». С января 2018 года Плет выступал за клуб турецкой Суперлиги «Аланьяспор».

## Достижения
«Генк»
- Обладатель Кубка Бельгии (1): 2012/13

 «Маккаби Хайфа»
- Обладатель Кубка Израиля (1): 2015/16